# Английски кокер шпаньол
Английски кокер шпаньол (на английски: English Cocker Spaniel) e порода кучета, подходяща, написана от граф Гастон III дьо Фоа, гасконски благородник. Той посвещава цяла глава от книгата си на еспаньолите, както ги нарича, поради това, че самият той ги довежда във Франция от Испания (Еспан на френски). Тази порода, която перфектно се адаптира към различни климатични условия, е била внесена и в Англия именно като подарък от испанския крал. В Англия изключително много се пристрастяват към породата и я развиват впоследствие под името кокер шпаньол. Кокерът е използван широко в Шотландия и Уелс главно за лов на бекаси, но той е подходящ и за други видове птици. Най-разпространената окраска на кокерите е била бяла с черни петна, а по-рядко златисто-кафеникава или черна. Породата е официално призната през 1902 г., а през 1940 тя е определена като независима и отделна от американския кокер шпаньол. Кокерът спада към групата на ретрийвърите, той има отлични данни за проследяване, лов, извличане на дивеча на по-тежки терени, а също така е гъвкав и изпълнителен.

## Характер
Английският кокер е изключително подвижно и енергично куче с добър характер. Има силно развито обоняние. Както всички кокери той е много добър компаньон, притежава интелект и е силно привързан към стопанина си. Подходящ е за деца, нежен и игрив, но не толерира добре дразненията към него. Добре се адаптира с непознати. Подчинява се с респект на заповедите, които са му дадени. Като цяло Английският кокер шпаньол е дружелюбна порода. Кучетата от тази порода се разбират и добре и с други кучета. Темпераментът варира в големи граници, като мъжките кучета са в повечето случаи по-кооперативни. Кокерите трябва да се тренират много внимателно и строго, понеже те са чувствителни, но също така независими и интелигентни. Тази порода обича игрите и се радва на толкова игри, колкото може да му осигурите. Тази порода куче трябва много да се разхожда за да изразходи енергията си.

## Външни белези
Тази порода притежава следните белези: средно голямо куче, с умерено голяма глава и широко заоблено чело. Носът му е черен, като се среща и кафяв, но черният се препоръчва. Краката и задната част на тялото са добре окосмени. Тъмните овални очи трябва да имат нежно и интелигентно изражение. Ушите са разположени встрани от главата, на дължина трябва да достигат до носа на кучето. Има здрави челюсти и ножицовидна захапка. Гръдният кош е много дълбок и добре развит, но не достатъчно, за да се справи с голямо натоварване. Козината е лъскава, дълга и мека, с ресни по крайниците, като само на главата, челото и гърба е по-къса. Има големи лапи, с плътни възглавнички, гъсто окосмяване и ципи между пръстите. Опашката обикновено се реже в ранна възраст, като стои малко по-ниско от нивото на линията на гърба.

### Ръст и тегло
Ръст: мъжките кучета обикновено са високи около 38 – 43 см, а женските 36 – 41 см. Тегло: мъжките кучета имат тегло около 13 – 16 кг, а женските 12 – 15 кг.

## Здраве
Склонни са към ушни заболявания, като особено през лятото ушите трябва да се проверяват често. Поради дългите уши, които често докосват земята, те стават лесна мишена на паразити като кърлежи, които много често водят до глухота. Средната продължителност на живота на тази порода е 13 – 15 години.